# 奥尔扎河

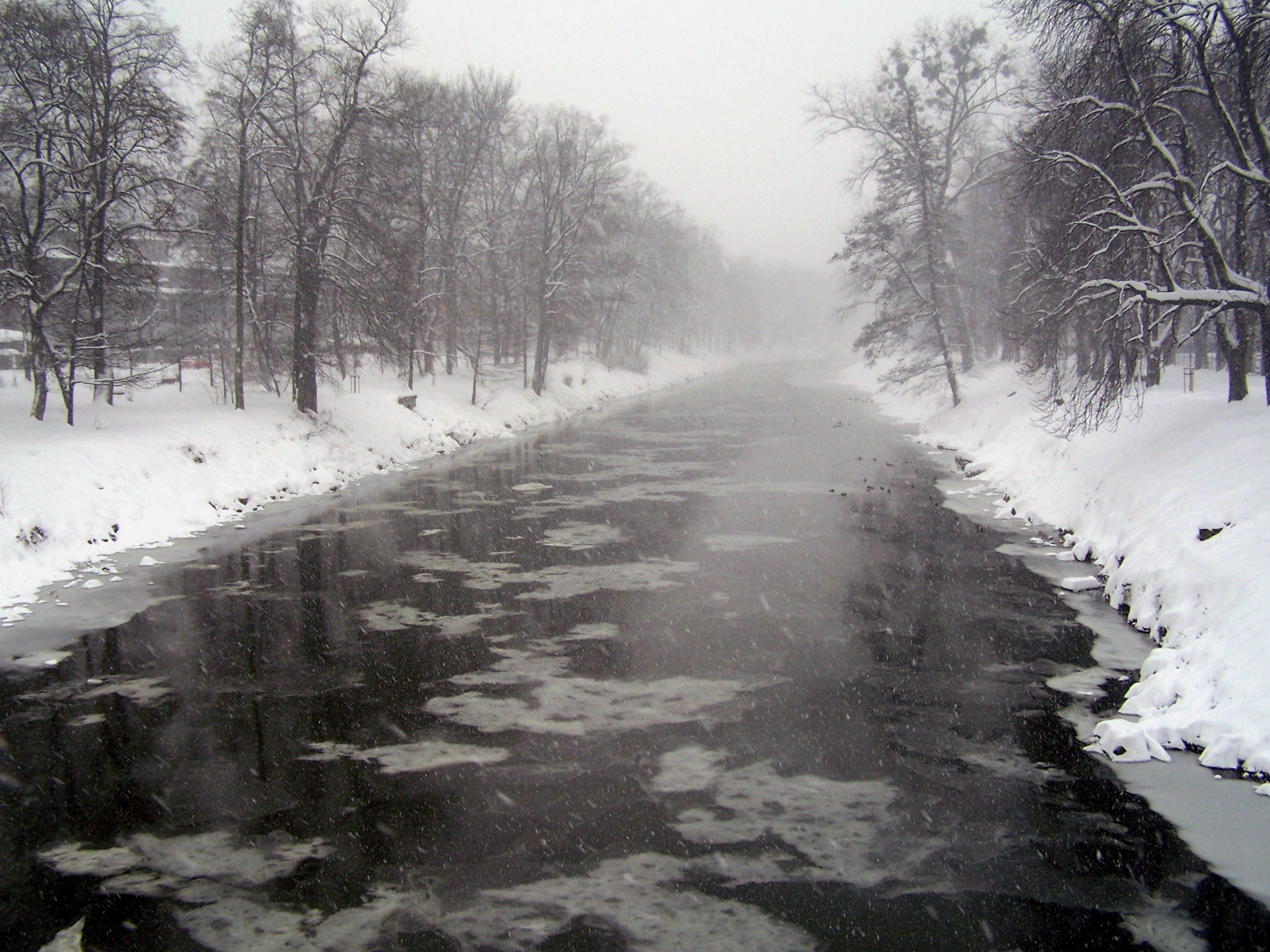

奥尔扎河（捷克語：Olše）位于波兰和捷克境内，发源于西里西亚贝斯基德山脉，流经切申西里西亚、弗里代克-米斯泰克县和卡尔维纳县，最终在博胡明注入奥得河。
49°33′41″N 18°50′41″E / 49.5614°N 18.8446°E